# Eye Cue
Gli Eye Cue sono un duo musicale macedone composto da Bojan Trajkovski e Marija Ivanovska fondato nel 2007. Sono spesso affiancati dal batterista Ivo Mitkovski.
Hanno rappresentato la Macedonia del Nord all'Eurovision Song Contest 2018 con il brano Lost and Found, non riuscendo però a qualificarsi per la serata finale.

## Storia del gruppo
Il 13 febbraio 2018 l'ente radiotelevisivo macedone MRT ha confermato che gli Eye Cue avrebbero rappresentato il loro Paese all'Eurovision Song Contest 2018 in seguito ad una selezione interna. La loro canzone Lost and Found, scritta da Bojan Trajkovski, è stata scelta fra le 382 proposte all'ente.
Gli Eye Cue si sono esibiti nella prima semifinale della manifestazione, classificandosi diciottesimi su 19 partecipanti con 24 punti. Non si sono quindi qualificati per la finale.

## Formazione
- Bojan Trajkovski – voce
- Marija Ivanovska – voce
- Ivo Mitkovski – batteria

## Discografia

### Singoli
- 2010 – Ista pateka
- 2010 – Ne zaboravaj
- 2010 – Not This Time
- 2012 – Magija
- 2013 – Son
- 2013 – Bobi baš mi e gajle
- 2013 – Superstar Wannabe
- 2013 – Ni luti se čoveče
- 2014 – There's a Chance
- 2014 – Samo sakav
- 2014 – Sega mi trebaš ti (con Kristina Arnaudova)
- 2015 – Kolku pati
- 2015 – Eve pak
- 2016 – Ubava
- 2016 – Sepak mi e zabavno
- 2016 – Najbolja
- 2016 – Najdobar
- 2017 – Glowing Lips
- 2017 – Mojot kral
- 2017 – Kolku dobro te znam
- 2017 – Million Times
- 2017 – Možam, no ne sakam
- 2018 – Lost and Found
- 2018 – On My Mind (con Tatjana)
- 2019 – Jano mori